# Remøya
Remøya (inoffiziell auch Rimøya) ist eine zu den Sørøyane („Südinseln“) gehörende Insel in der norwegischen Region Sunnmøre in der Provinz (Fylke) Møre og Romsdal.

## Geografie
Die Inselgruppe befindet sich südwestlich von Ålesund in der Kommune Herøy. Auf der flacheren Südküste Insel liegen die Ortschaften Remøy und Sævik. Die höchste Erhebung bildet mit einer Höhe von 191 moh. der Vardane im Zentrum der Insel.
Durch die Remøybrua ist die Insel mit der Nachbarinsel Leinøya und über weitere Brücken mit den Inseln Gurskøya, Bergsøya und Nerlandsøya verbunden. Die Rundebrua verbindet mit der nördlich gelegenen Vogelinsel Runde.

## Name
Der Name leitet sich vom altnordischen Begriff „rimi“ ab, der „Erdrücken“ oder „Bergrücken“ bedeutet.